# 申維普費爾山 (1,913米)
46°33′24″N 13°26′41″E / 46.55667°N 13.44472°E
申維普費爾山（德語：Schönwipfel），是中歐的山峰，位於奧地利和意大利接壤的邊境，屬於卡爾尼克阿爾卑斯山脈的一部分，海拔高度1,913米，山體由石灰岩組成。